# 侏羅斑紋鍬形蟲屬
侏羅斑紋鍬形蟲（學名：Juraesalus）為鞘翅目鍬形蟲科已滅絕的屬，化石發現自內蒙古赤峰市道虎溝化石層生物群。